# Gran Premio d'Italia 1957
Il Gran Premio d'Italia 1957 fu l'ottava ed ultima gara della stagione 1957 del Campionato mondiale di Formula 1, disputata l'8 settembre all'Autodromo nazionale di Monza.
La corsa vide la vittoria di Stirling Moss su Vanwall, seguito da Juan Manuel Fangio su Maserati e da Wolfgang von Trips su Ferrari.

## Vigilia
Si registrò anche l'unica presenza nel mondiale per la 250F TD, dotata del nuovo motore V12, condotta da Jean Behra, che, dopo una quinta posizione nello schieramento di partenza, non riuscì a completare la gara.

## Qualifiche
| Pos | N° | Pilota             | Auto     | Squadra                   | Tempo  | Distacco |
| --- | -- | ------------------ | -------- | ------------------------- | ------ | -------- |
| 1   | 20 | Stuart Lewis-Evans | Vanwall  | Vandervell Products Ltd   | 1:42.4 | -        |
| 2   | 18 | Stirling Moss      | Vanwall  | Vandervell Products Ltd   | 1:42.7 | +0.3     |
| 3   | 22 | Tony Brooks        | Vanwall  | Vandervell Products Ltd   | 1:42.9 | +0.5     |
| 4   | 2  | Juan Manuel Fangio | Maserati | Officine Alfieri Maserati | 1:43.1 | +0.7     |
| 5   | 6  | Jean Behra         | Maserati | Officine Alfieri Maserati | 1:43.9 | +1.5     |
| 6   | 4  | Harry Schell       | Maserati | Officine Alfieri Maserati | 1:45.1 | +2.7     |
| 7   | 30 | Peter Collins      | Ferrari  | Scuderia Ferrari          | 1:45.3 | +2.9     |
| 8   | 36 | Wolfgang von Trips | Ferrari  | Scuderia Ferrari          | 1:45.5 | +3.1     |
| 9   | 32 | Luigi Musso        | Ferrari  | Scuderia Ferrari          | 1:45.7 | +3.3     |
| 10  | 34 | Mike Hawthorn      | Ferrari  | Scuderia Ferrari          | 1:46.1 | +3.7     |
| 11  | 26 | Masten Gregory     | Maserati | Scuderia Centro Sud       | 1:48.9 | +6.5     |
| 12  | 8  | Giorgio Scarlatti  | Maserati | Officine Alfieri Maserati | 1:49.2 | +6.8     |
| 13  | 24 | Jo Bonnier         | Maserati | Scuderia Centro Sud       | 1:49.7 | +7.3     |
| 14  | 16 | Bruce Halford      | Maserati | Privato                   | 1:51.6 | +9.2     |
| 15  | 10 | Paco Godia         | Maserati | Officine Alfieri Maserati | 1:52.2 | +9.8     |
| 16  | 28 | André Simon        | Maserati | O Volonterio              | 1:52.8 | +10.4    |
| 17  | 12 | Luigi Piotti       | Maserati | Privato                   | 1:52.9 | +10.5    |
| 18  | 14 | Horace Gould       | Maserati | H.H. Gould                | 1:53.7 | +11.3    |

## Gara
| Pos | N° | Pilota                          | Costruttore | Giri | Tempo/Causa Ritiro | Pos partenza | Punti |
| --- | -- | ------------------------------- | ----------- | ---- | ------------------ | ------------ | ----- |
| 1   | 18 | Stirling Moss                   | Vanwall     | 87   | 2:35:03.9          | 2            | 8     |
| 2   | 2  | Juan Manuel Fangio              | Maserati    | 87   | +41.2 secondi      | 4            | 6     |
| 3   | 36 | Wolfgang von Trips              | Ferrari     | 85   | +2 Giri            | 8            | 4     |
| 4   | 26 | Masten Gregory                  | Maserati    | 84   | +3 Giri            | 11           | 3     |
| 5   | 8  | Giorgio Scarlatti Harry Schell  | Maserati    | 84   | +3 Giri            | 12           | 1     |
| 6   | 34 | Mike Hawthorn                   | Ferrari     | 83   | +4 Giri            | 10           |       |
| 7   | 22 | Tony Brooks                     | Vanwall     | 82   | +5 Giri            | 3            | 1     |
| 8   | 32 | Luigi Musso                     | Ferrari     | 82   | +5 Giri            | 9            |       |
| 9   | 10 | Paco Godia                      | Maserati    | 81   | +6 Giri            | 15           |       |
| 10  | 14 | Horace Gould                    | Maserati    | 78   | +9 Giri            | 18           |       |
| 11  | 28 | André Simon Ottorino Volonterio | Maserati    | 72   | +15 Giri           | 16           |       |
| Rit | 30 | Peter Collins                   | Ferrari     | 62   | Motore             | 7            |       |
| Rit | 20 | Stuart Lewis-Evans              | Vanwall     | 49   | Motore             | 1            |       |
| Rit | 6  | Jean Behra                      | Maserati    | 49   | Surriscaldamento   | 5            |       |
| Rit | 16 | Bruce Halford                   | Maserati    | 47   | Motore             | 14           |       |
| Rit | 4  | Harry Schell                    | Maserati    | 34   | Perdita olio       | 6            |       |
| Rit | 24 | Jo Bonnier                      | Maserati    | 31   | Surriscaldamento   | 13           |       |
| Rit | 12 | Luigi Piotti                    | Maserati    | 3    | Motore             | 17           |       |

## Statistiche

### Piloti
- 6ª vittoria per Stirling Moss
- 1° pole position per Stuart Lewis-Evans
- 1° podio per Wolfgang von Trips
- 35º e ultimo podio per Juan Manuel Fangio
- 1º giro più veloce per Tony Brooks
- Ultimo Gran Premio per André Simon e Ottorino Volonterio

### Costruttori
- 3° vittoria per la Vanwall
- 37º e ultimo podio per la Maserati

### Motori
- 3° vittoria per il motore Vanwall

### Giri al comando
- Stirling Moss (1-3, 5, 11, 21-87)
- Jean Behra (4, 6)
- Juan Manuel Fangio (7-10)
- Tony Brooks (12-15)
- Stuart Lewis-Evans (16-20)

## Classifica Mondiale
| Pos | Pilota                | Punti   |
| --- | --------------------- | ------- |
| 1   | Juan Manuel Fangio    | 40 (46) |
| 2   | Stirling Moss         | 25      |
| 3   | Luigi Musso           | 16      |
| 4   | Mike Hawthorn         | 13      |
| 5   | Tony Brooks           | 11      |
| 6   | Harry Schell          | 10      |
|     | Masten Gregory        | 10      |
| 8   | Sam Hanks             | 8       |
|     | Peter Collins         | 8       |
| 10  | Jim Rathmann          | 7       |
| 11  | Jean Behra            | 6       |
| 12  | Maurice Trintignant   | 5       |
|     | Stuart Lewis-Evans    | 5       |
| 14  | Jimmy Bryan           | 4       |
|     | Carlos Menditeguy     | 4       |
|     | Wolfgang von Trips    | 4       |
| 17  | Paul Russo            | 3       |
| 18  | Andy Linden           | 2       |
|     | Roy Salvadori         | 2       |
| 20  | José Froilán González | 1       |
|     | Alfonso de Portago    | 1       |
|     | Giorgio Scarlatti     | 1       |